# Тернеции
Тернеции (лат. Gymnocorymbus) — род тропических пресноводных лучепёрых рыб из семейства харациновых. 
Длина тела 5,0—7,5 см. Обитают в водоёмах Южной Америки. 
Тернеция — очень популярная аквариумная рыбка. 

## Виды
В роде Gymnocorymbus 3 вида: 
- Gymnocorymbus bondi
- Gymnocorymbus flaviolimai
- Gymnocorymbus ternetzi — Тернеция
- Gymnocorymbus thayeri